# Cabo Palinuro
El cabo Palinuro es un promontorio rocoso ubicado en la Italia meridional, aproximadamente a 64 kilómetros al suroeste de Salerno, en la parte meridional de la región de Cilento. En la parte norte del cabo está Palinuro, el centro turístico de Centola. Se encuentra entre el golfo de Velia y el de Policastro, y dista 6 kilómetros de Marina di Camerota. Se introduce en el mar Tirreno alrededor de dos kilómetros, al oeste de las desembocaduras de los ríos Lambro y Mingardo. Allí se encuentra ubicada la estación meteorológica de Capo Palinuro.
Desde 1998 forma parte del Lugar Patrimonio de la Humanidad de la Unesco llamado «Parque Nacional del Cilento y Vallo de Diano con las zonas arqueológicas de Paestum y Velia, y la cartuja de Padula», en concreto de su localización tercera, que lleva el código 842-003: Región del monte Bulgheria, Punta d. Infreschi y capo Palinuro.
Es una importante localidad turística, célebre por las bellezas paisajistas ligadas al mar y el interior y por las reminiscencias histórico literarias ligadas a su nombre. Por la belleza de sus costas, además de su reclamo mitológico, el cabo Palinuro ha sido utilizado como plató cinematográfico como la película Los argonautas de Don Chaffey.

## Entre la historia y la leyenda

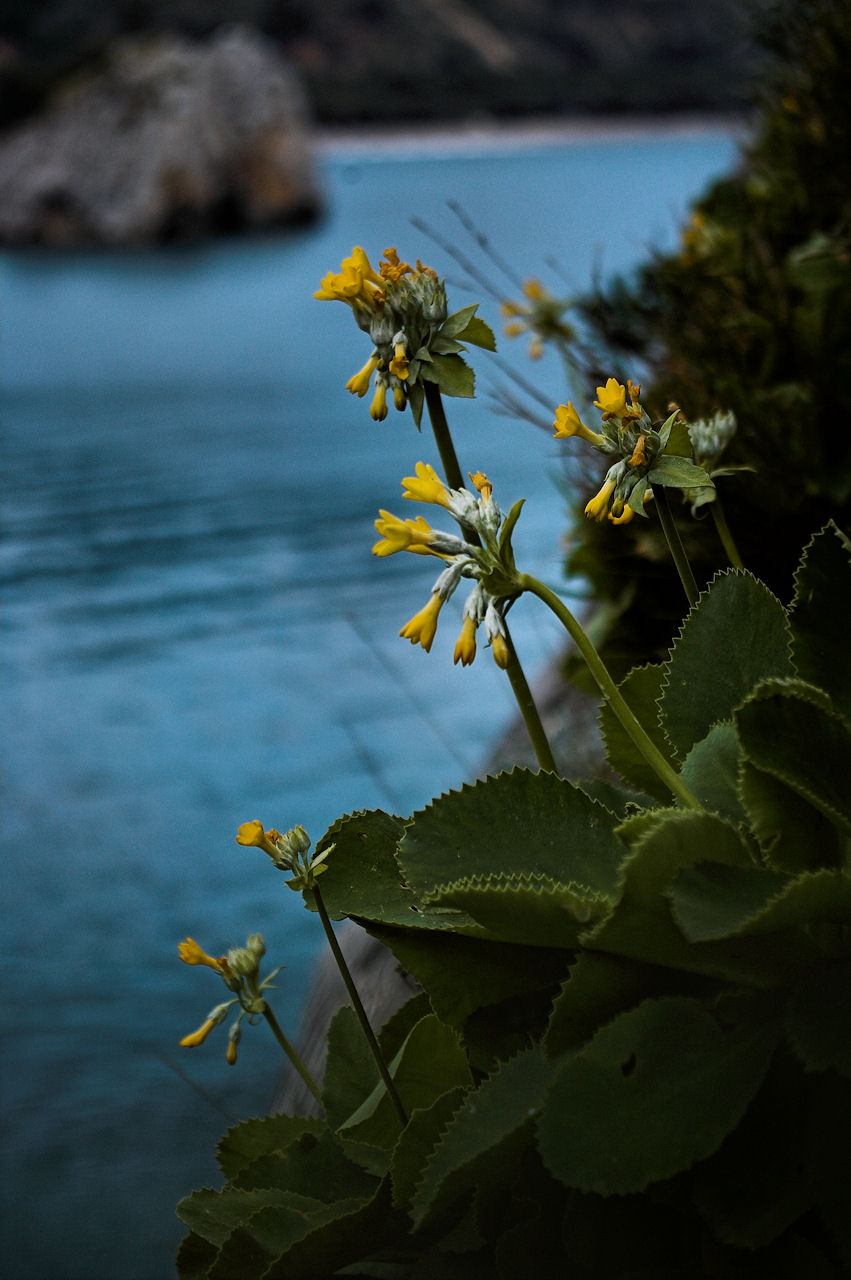
Floración endémica de Primula palinuri, en el Cabo Palinuro.

Durante la época griega el promontorio era ya conocido por los navegantes por la peligrosidad de las insidiosas corrientes, a las que «bien se merecía el epíteto de lugar donde el viento gira, πάλιν-οὗρος».
Los designaron también con el nombre de una sirena, símbolo de aquellas desleales aguas, Molpè o sea, la sea la belleza, el río que recorre las vertientes del Cabo Palinuro.
En el año 540 a. C. colonizadores jónicos provenientes de Focea construyeron en el cabo Palinuro, en la localidad de Molpa, una aldea con su necrópolis anexa.
Virgilio, en la Eneida, da su interpretación de los hechos narrando que Palinuro, el timonel de Eneas, que cae en el mar, traicionado por el sueño y, junto a la ribera, fue asaltado y muerto por los indígenas. Los dioses de ultratumba, ofendidos por el episodio sacrílego, castigaron a los habitantes con una peste tremenda.

## Geología
El promontorio está constituido por rocas calizas que descienden a plomo sobre el mar y en las cuales las aguas han excavado numerosas grutas y profundas gargantas. Destaca la Cala Fetente («Cala fétida») que debe su nombre a las emanaciones sulfúreas, la Cala delle alghe («Cala de las algas»), la Cala delle Ossa («Cala de los huesos») con el sugerente espectáculo de huesos humanos calcinados en la roca (probablemente víctimas de antiguos naufragios). Entre las numerosas cavernas, ha de mencionarse al menos la Grotta Azzurra («Caverna azul»), así llamada por el espléndido color de sus aguas.

## La flora
Las paredes albergan un raro e importante endemismo de la flora mediterránea del litoral tirreno meridional, la prímula de Palinuro (Prímula palinuri), único ejemplo conocido de prímula en ambiente no montañoso.